# خولنا
خولنا (بنگالی:খুলনা) شهری است در جنوب غرب بنگلادش با جمعیت ۱٬۴۳۵٬۴۲۲ نفر و وسعت ۸۰٬۰۱ کیلومتر مربع. خولنا دارای تابستان‌های شرجی و زمستان‌های معتدل است.